# Съдебна система в САЩ
Съдебната система в САЩ е уредена от Конституцията от 1787 г. Според член III на Конституцията висшият съдебен орган в страната е Върховният съд на САЩ. Конгресът има право да създава и други федерални съдилища и да определя границите на тяхната юрисдикция. Федералните съдии се назначават от президента на САЩ с одобрението на Сената и служат до живот, докато подадат оставка или докато бъдат подложени на процедура по импийчмънт.
Върховният съд работи по специална процедура и подбира делата си. Неговите решения не подлежат на обжалване. В някои редки случаи (като дела между щатите или между федералното правителство и някой щат) той може да решава и като първоинстанционен съд.
Апелативните съдилища обхващат определени региони (общо 13 за целите САЩ) и са задължени да разгледат всички насочени към тях дела от по-ниските инстанции – окръжните съдилища. В някои случаи Конгресът може да насочи апелациите към специализирани апелативни съдилища. Американските апелативни съдилища се считат за най-влиятелните в страната поради това, че практиката им касае милиони американци и установените в тях съдебни прецеденти могат да повлияят на политиките при съставянето на ново законодателство. Те служат като краен арбитър на повечето федерални дела, защото Върховният съд разглежда много малък процент от насочените към него дела.
Съдебната власт е устроена различно в различните щати. Дребните искове и предварителните следствия по углавни дела се извършват в „мирови съдилища“. В градовете е запазен старият английски обичай кметът да функционира и като мирови съдия. Следващата инстанция са „градските“ или „муниципални съдилища“. Над тях са висшите щатски съдилища, които в някои щати наричат „окръжни“ или „участъкови, дистриктни“, които са първа инстанция за по-значителни граждански и наказателни дела и въззивна инстанция за по-долните по степен съдилища. Те са минимум по един във всеки от петдесетте щата и се наричат най-често Федерален окръжен съд, като към всеки от тях има отделен съд по несъстоятелност, така че общият им брой е 94. Във всеки щат има и „щатски върховен съд“, който съди само по въззив или по касация. В някои щати върховният съд упражнява съдебен надзор върху другите съдилища, но общо взето съдилищата не се намират в йерархична зависимост и всеки съд е напълно независим в своята област на действие.
Съдиите в щатските съдилища се избират, но невинаги пряко от народа, а понякога от парламента или от губернатора, но с одобрението на сената. Напротив, съдиите във федералните съдилища на САЩ се назначават от президента на САЩ със съгласието на Сената, и то доживот.